# Typhlodromus fujianensis
Typhlodromus fujianensis är en spindeldjursart som beskrevs av Wu och Liu 1991. Typhlodromus fujianensis ingår i släktet Typhlodromus och familjen Phytoseiidae. Inga underarter finns listade i Catalogue of Life.